# FC Serpa
Der Futebol Clube de Serpa ist ein portugiesischer Sportverein aus dem im Süden des Landes gelegenen Serpa. Der Verein ist insbesondere für seine Fußballmannschaft bekannt, die mehrfach als Teilnehmerin in der Taça de Portugal in Erscheinung getreten ist.

## Geschichte
Nachdem bereits in den 1920er bis frühen 1940er Jahre verschiedene Fußballmannschaften in Serpa existierten, die aber nur teilweise am organisierten Spielbetrieb teilnahmen, gründete sich am 30. Juli 1945 der FC Serpa. Zunächst nur im regionalen Ligabereich unterwegs, schaffte die Mannschaft 1959 den Sprung in die zweitklassige Segunda Divisão. Vor dem CD Arroios belegte die Mannschaft nach nur sechs Saisonsiegen jedoch den vorletzten Tabellenplatz und stieg direkt wieder ab. In den 1970er und 1980er Jahren spielte der Klub zeitweise in der zwischenzeitlich neu eingeführten Terceira Divisão, konnte sich aber nicht längerfristig auf dem dritthöchsten Spielniveau etablieren.
2021 stieg der FC Serpa als Regionalmeister ins nach einer Ligareform zur vierthöchsten Spielklasse zurückgestiften Campeonato de Portugal als niedrigster von der Federação Portuguesa de Futebol organisiertem Spielniveau auf, wo die Mannschaft nur aufgrund des besseren direkten Vergleichs gegenüber dem punktgleichen Staffelkonkurrenten Oriental Dragon FC die Klasse hielt. Auch im folgenden Jahr wurde der letzte Nichtabstiegsplatz belegt, dieses Mal hatte die Mannschaft zwei Punkte Vorsprung auf Absteiger Juventude Évora.